# Davidiella cecropiae
Davidiella cecropiae är en svampart som först beskrevs av Bat., J.L. Bezerra & Matta, och fick sitt nu gällande namn av Aptroot 2006. Davidiella cecropiae ingår i släktet Davidiella och familjen Davidiellaceae.   Inga underarter finns listade i Catalogue of Life.